# Vuelta a España 1942
La Vuelta a España 1942, quarta edizione della corsa, si svolse in diciannove tappe dal 30 giugno al 19 luglio 1941 su un percorso di 3688 km. Fu vinta dallo spagnolo Julián Berrendero, che terminò la gara in 134h05'09" precedendo in classifica i connazionali Diego Cháfer e Antonio Andrés Sancho. Conclusero la prova, organizzata dal periodico madrileno Informaciones, 18 dei 40 ciclisti al via.

## Tappe
| Tappa  | Data      | Percorso                                             | km               | Vincitore di tappa    | Leader cl. generale |
| ------ | --------- | ---------------------------------------------------- | ---------------- | --------------------- | ------------------- |
| 1ª     | 30 giugno | Madrid > Albacete                                    | 245              | Julián Berrendero     | Julián Berrendero   |
| 2ª     | 1º luglio | Albacete > Murcia                                    | 160              | Delio Rodríguez       | Julián Berrendero   |
| 3ª     | 2 luglio  | Murcia > Valencia                                    | 248              | José Jabardo          | Julián Berrendero   |
|        | 3 luglio  | giorno di riposo                                     | giorno di riposo | giorno di riposo      | giorno di riposo    |
| 4ª     | 4 luglio  | Valencia > Tarragona                                 | 278              | Delio Rodríguez       | Julián Berrendero   |
| 5ª     | 5 luglio  | Tarragona > Barcellona                               | 120              | Delio Rodríguez       | Julián Berrendero   |
| 6ª     | 6 luglio  | Barcellona > Huesca                                  | 279              | Delio Rodríguez       | Julián Berrendero   |
| 7ª     | 7 luglio  | Huesca > San Sebastián                               | 305              | Delio Rodríguez       | Julián Berrendero   |
| 8ª     | 8 luglio  | San Sebastián > Bilbao                               | 160              | René Vietto           | Julián Berrendero   |
| 9ª     | 9 luglio  | Bilbao > Castro Urdiales (cron. individuale)         | 53               | Delio Rodríguez       | Julián Berrendero   |
| 10ª    | 10 luglio | Castro Urdiales > Santander                          | 151              | Julián Berrendero     | Julián Berrendero   |
| 11ª    | 11 luglio | Santander > Reinosa                                  | 120              | Pierre Brambilla      | Julián Berrendero   |
| 12ª    | 12 luglio | Reinosa > Gijón                                      | 199              | Delio Rodríguez       | Julián Berrendero   |
| 13ª    | 13 luglio | Gijón > Oviedo                                       | 75               | Louis Thiétard        | Julián Berrendero   |
| 14ª    | 14 luglio | Oviedo > Luarca                                      | 129              | Delio Rodríguez       | Julián Berrendero   |
| 15ª    | 15 luglio | Luarca > La Coruña                                   | 219              | Louis Thiétard        | Julián Berrendero   |
| 16ª-1  | 16 luglio | La Coruña > Santiago di Compostela (cron. a squadre) | 63               | Antonio Andrés Sancho | Julián Berrendero   |
| 16ª-2  | 16 luglio | Santiago di Compostela > Vigo                        | 110              | René Vietto           | Julián Berrendero   |
| 17ª    | 17 luglio | Vigo > Ponferrada                                    | 270              | Joaquín Olmos         | Julián Berrendero   |
| 18ª    | 18 luglio | Ponferrada > Salamanca                               | 251              | Celestino Camilla     | Julián Berrendero   |
| 19ª    | 19 luglio | Salamanca > Madrid                                   | 248              | Celestino Camilla     | Julián Berrendero   |
| Totale | Totale    | Totale                                               | 3688             |                       |                     |

## Classifiche finali

### Classifica generale - Maglia arancio
| Pos. | Corridore         | Squadra      | Tempo      |
| ---- | ----------------- | ------------ | ---------- |
| 1    | Julián Berrendero | D. La Coruña | 134h05'09" |
| 2    | Diego Cháfer      | CF Barcelona | a 8'38"    |
| 3    | Antonio Andrés S. | CF Barcelona | a 13'12"   |
| 4    | Juan Gimeno       | CF Barcelona | a 16'08"   |
| 5    | Cipriano Elys     | D. La Coruña | a 23'30"   |
| 6    | José Jabardo      | Indipendente | a 27'43"   |
| 7    | Delio Rodríguez   | D. La Coruña | a 34'21"   |
| 8    | Isidro Bejarano   | Indipendente | a 35'10"   |
| 9    | José Botanch      | CF Barcelona | a 38'01"   |
| 10   | Fermo Camellini   | Indipendente | a 58'20"   |

### Classifica scalatori
| Pos. | Corridore         | Squadra      | Punti |
| ---- | ----------------- | ------------ | ----- |
| 1    | Julián Berrendero | D. La Coruña | 34    |
| 2    | Pierre Brambilla  | Indipendente | 27    |
| 3    | Isidro Bejarano   | Indipendente | 17    |
| 4    | Fermo Camellini   | Indipendente | 11    |
| 5    | Diego Cháfer      | CF Barcelona | 9     |